# Bovisa
Bovisa est un quartier de la ville de Milan en Italie. Situé dans la partie nord de la ville il fait partie de la zone 9.

## Situation

Les zones de la ville de Milan.

Dans la zone 9 au nord de la ville.

## Caractéristiques
Ancien quartier industriel, qui alterne des friches industrielles, de nouvelles activités notamment universitaires autour de l'un des sites de l'École polytechnique de Milan, et de nouvelles zones résidentielles.

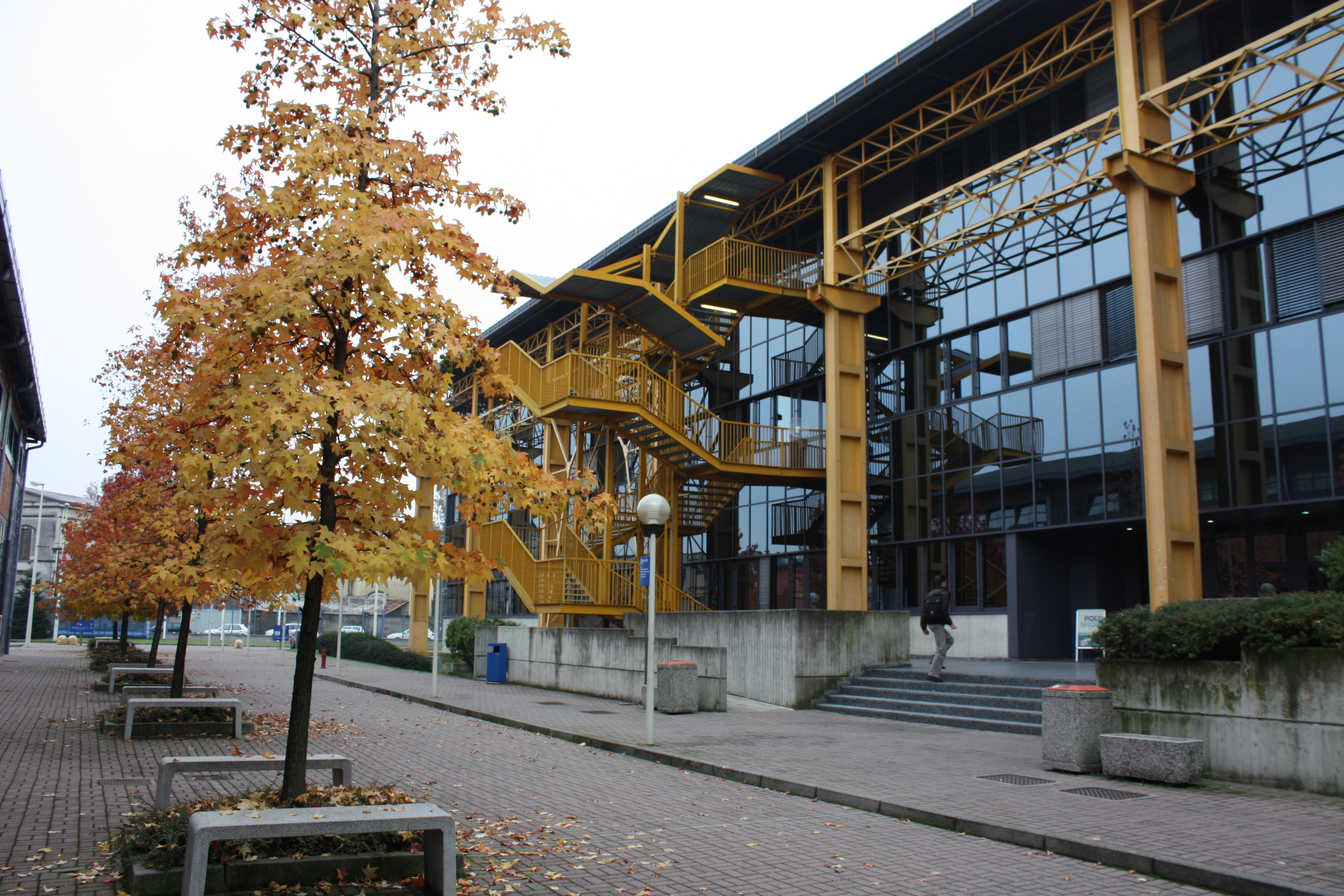
Politecnico de Milan Bovisa (2010).

## Desserte
Entouré par des lignes ferroviaires, on y trouve plusieurs gares : Milan-Villapizzone, Milan-Lancetti et Milan-Bovisa-Politecnico qui sont desservies par des lignes du Service ferroviaire suburbain de Milan et des trains régionaux. Il est également desservi par la ligne 3 du métro de Milan, notamment les stations Dergano et Maciachini, par le Trolleybus de Milan et des lignes de bus.